# Larry Walker
Larry Kenneth Robert Walker (né le 1er décembre 1966 à Maple Ridge, Colombie-Britannique, Canada) est un joueur de baseball ayant évolué dans les Ligues majeures de 1989 à 2005 pour les Expos de Montréal, les Rockies du Colorado et les Cardinals de Saint-Louis.

## Carrière

### Expos de Montréal
Il est recruté comme joueur autonome par les Expos de Montréal en 1984 et commence à jouer régulièrement en 1989.

### Rockies du Colorado
Après la grève du baseball majeur en 1994, Walker quitte Montréal et se joint aux Rockies du Colorado. En 1997, il frappe 49 coups de circuit, la meilleure saison de sa carrière. Il est élu joueur par excellence de la saison 1997 dans la Ligue nationale. Il est le premier Canadien à recevoir cet honneur.

### Cardinals de Saint-Louis
Blessé à plusieurs reprises, il est échangé aux cardinals de Saint-Louis en 2004 pour trois joueurs des ligues mineures. Il termine sa carrière en 2005 avec 383 coups de circuits, et à l'époque il est le cinquantième de tous les temps. 

## Honneurs
- Allée des célébrités canadiennes
- Cinq fois joueur au match des étoiles (1992, 1997, 1998, 1999, 2001)
- Prix Tip O'Neill
- Trophée Lou Marsh
- Joueur par excellence de la Ligue nationale en 1997.
- Champion frappeur de la Ligue nationale en 1998, 1999 et 2001 avec chaque fois la meilleure moyenne au bâton des majeures.
- Champion des coups de circuits dans la Ligue nationale en 1997.
- Gagnant de sept Gant doré comme meilleur voltigeur défensif de la Ligue nationale (1992, 1993, 1997, 1998, 1999, 2001, 2002)
- Gagnant de trois Bâtons d'argent comme meilleur voltigeur offensif de la Nationale (1992, 1997, 1999)
- Meneur des majeures pour la moyenne de puissance en 1997 et 1999.
- Meneur pour la moyenne de présence sur les buts dans la Ligue nationale en 1997 et dans le baseball majeur en 1999.
- Meneur des majeures pour le total de buts en 1997.
- Meneur de la Ligue nationale pour les doubles en 1994.

### Candidature au Temple de la renommée
Larry Walker est candidat à l'élection annuelle au Temple de la renommée du baseball depuis 2011. Pour y entrer, un joueur doit être plébiscité par au moins 75 % des membres de l'Association des chroniqueurs de baseball d'Amérique ayant voté, et son nom peut être reconduit sur les bulletins de vote pendant un maximum de 10 années. Malgré une solide candidature pour le Panthéon,, il ne parvient pas à générer suffisamment d'intérêt. Le très grand nombre de candidats de qualité et la limite de 10 choix imposée aux électeurs nuisent vraisemblablement à sa cause,, ainsi que le fait qu'il ait joué plusieurs saisons en altitude au Coors Field dans un environnement favorisant grandement l'offensive,, et ce même s'il a montré une production équivalente dans les autres stades. En 2011, Walker est choisi par 20,3 % des électeurs ayant remis un bulletin de vote. Après s'être maintenu à 22,9 et 21,6 pour cent les deux années suivantes,, il chute à 10,2 et 11,8 pour cent en 2014 et 2015, respectivement. En 2016, il n'attire les faveurs que de 15,5 % des électeurs à sa 6e année d'éligibilité. Larry Walker fut intronisé au Temple de la renommée en 2020.